# Une vie tranquille
Pour l'épisode de la Treizième dimension, voir Épisodes de La Treizième Dimension.
Pour plus de détails, voir Fiche technique et Distribution.
Une vie tranquille (Una vita tranquilla) est un film franco-germano-italien réalisé par Claudio Cupellini, sorti en 2010.

## Synopsis
Rosario un homme d'une cinquantaine d'années appelé auparavant Antonio De Martino, était l’un des plus féroces et plus puissants camorristes de la région de Caserte où il fut menacé et a fui pour partir s'installer en Allemagne où il devient restaurateur et mène une vie tranquille avec sa femme Renate et son fils Mathias.
Mais la vie tranquille de Rosario va prendre un tournant dramatique le jour où deux jeunes voyous italiens arrivent sans prévenir dans son restaurant et l’un d’eux, Diego, est le premier fils de Rosario, qu'il avait abandonné il y a quinze ans pour essayer de tourner le dos à son passé qui le rattrape.
Peinant à cacher la vérité, il présente les jeunes comme étant des cousins à lui, venant de Naples, mais la réalité finit par éclater, diviser son nouveau couple et gâcher sa vie.

## Fiche technique
- Titre : Une vie tranquille
- Titre original : Una vita tranquilla
- Réalisation : Claudio Cupellini
- Scénario : Claudio Cupellini, Filippo Gravino et Guido Iuculano
- Production : Marcantonio Borghese, Fabrizio Mosca, Bogdan Tomassini-Buechner,Philip Voges et Christer von Lindequist
- Photo : Gergely Pohárnok
- Pays d'origine :  Italie |  France |  Allemagne
- Format : couleur
- Genre : drame
- Durée : 105 minutes
- Date de sortie : 2010

## Distribution
- Toni Servillo : Rosario Russo, 50 ans, chef de l'hôtel-restaurant Da Rosario
- Marco D'Amore : Diego, fils de Rosario
- Juliane Köhler : Renate, la femme allemande de Rosario
- Alice Dwyer : Doris (« Boris » pour Edoardo), serveuse au Da Rosario
- Daniel Roesner : Florian
- Francesco Di Leva : Edoardo, le comparse de Diego
- Maurizio Donadoni (it) : Claudio, le cuistot italien bavard du Da Rosario
- Andreas Wellano (de) : Heinz
- Nick Dong-Sik (de) : Bambu
- Joachim Kretzer (de) : Michael Richter
- Ulrich Cyran (de) : Halliday
- Hans-Joachim Heist (de) : Le docteur Lohse
- Leonardo Sprengler : Mathias, le fils de Rosario et de Renate

## Production

### Lieux de tournage
Sauf indication contraire, les informations mentionnées dans cette section peuvent être confirmées par la base de données cinématographiques IMDb,  présente dans la section « Liens externes ».
Le film a été tourné :
- En Italie
- À Francfort-sur-le-Main dans la Hesse en Allemagne

## Accueil

### Accueil critique
En France, le site Allociné propose une note moyenne de 3,4⁄5 à partir de l'interprétation de critiques provenant de 14 titres de presse.

## Distinctions
- 2010 : meilleur acteur au Festival international du film de Rome pour Toni Servillo